# Tournoi britannique de rugby à XV 1898
Navigation
Tournoi 1897 Tournoi 1899
Le tournoi britannique de rugby à XV 1898 se déroule du 5 février au 2 avril 1898. Il est incomplet en raison, comme l'année précédente, du boycott de l'équipe du pays de Galles par l'équipe d'Écosse pour des raisons de professionnalisme. Il s'agit de l'affaire Gould, du nom de l'arrière du pays de Galles, l'un des grands joueurs de la fin du XIXe siècle.

## Classement
Classement non officiel du Tournoi 1898, puisque non achevé (match au pays de Galles décliné par l'Écosse) :
| Nations        | J | V | N | D | PP | PC | Δ   | Pts |
| -------------- | - | - | - | - | -- | -- | --- | --- |
| Écosse         | 2 | 1 | 1 | 0 | 11 | 3  | +8  | 3   |
| Angleterre     | 3 | 1 | 1 | 1 | 23 | 19 | +4  | 3   |
| Pays de Galles | 2 | 1 | 0 | 1 | 18 | 17 | +1  | 2   |
| Irlande (T)    | 3 | 1 | 0 | 2 | 12 | 25 | -13 | 2   |

Barème d'attribution des points de classement (Pts) :

2 points pour une victoire, 1 point en cas de match nul, rien pour une défaite.

## Résultats
Rappel : l'Écosse refuse d'aller au pays de Galles.
Les cinq rencontres sont jouées le samedi :
| 5 février 1898 0Athletic Ground, Richmond         | Angleterre | 06 - 9  | Irlande        |
| 19 février 1898 0Balmoral Showgrounds, Belfast    | Irlande    | 00 - 8  | Écosse         |
| 12 mars 1898 0Powderhall, Édimbourg               | Écosse     | 03 - 3  | Angleterre     |
| 19 mars 1898 0Lawn Tennis Club, Limerick          | Irlande    | 03 - 11 | Pays de Galles |
| 2 avril 1898 0Rectory Field, Blackheath (Londres) | Angleterre | 14 - 7  | Pays de Galles |

## Les matches

### Angleterre - Irlande
| 5 février 1898 | Angleterre Capitaine : J Byrne              | 6 - 9 | Irlande Capitaine : S Lee                            | Athletic Ground, Richmond 20 000 spectateurs Arbitre : D Findlay |
| 5 février 1898 | Essai(s) : T Robinson Pénalité(s) : J Byrne |       | Essai(s) : 2 H Lindsay, L Magee Pénalité(s) : Bulger | Athletic Ground, Richmond 20 000 spectateurs Arbitre : D Findlay |
| 5 février 1898 |                                             |       |                                                      | Athletic Ground, Richmond 20 000 spectateurs Arbitre : D Findlay |

### Irlande - Écosse
| 19 février 1898 | Irlande Capitaine : G Allen | 0 - 8                                                | Écosse Capitaine : A Smith | Balmoral Showgrounds, Belfast 12 000 spectateurs Arbitre : E Gurdon |
| 19 février 1898 |                             | Essai(s) : 2 T Scott Transformation(s) : 1/2 T Scott |                            | Balmoral Showgrounds, Belfast 12 000 spectateurs Arbitre : E Gurdon |
| 19 février 1898 |                             |                                                      |                            | Balmoral Showgrounds, Belfast 12 000 spectateurs Arbitre : E Gurdon |

### Écosse - Angleterre
| 12 mars 1898 | Écosse Capitaine : A Smith | 3 - 3 | Angleterre Capitaine : J Byrne | Powderhall, Édimbourg 18 000 spectateurs Arbitre : J Dodds |
| 12 mars 1898 | Essai(s) : W McEwan        |       | Essai(s) : J Byrne             | Powderhall, Édimbourg 18 000 spectateurs Arbitre : J Dodds |
| 12 mars 1898 |                            |       |                                | Powderhall, Édimbourg 18 000 spectateurs Arbitre : J Dodds |

### Irlande - pays de Galles
| 19 mars 1898 | Irlande Capitaine : W Gardiner | 3 - 11 (3-5) | Pays de Galles Capitaine : W Bancroft                                                       | Lawn Tennis Club, Limerick Arbitre : A Turnbull |
| 19 mars 1898 | Pénalité(s) : Bulger           |              | Essai(s) : 2 T Dobson, V Huzzey Transformation(s) : 1/2 W Bancroft Pénalité(s) : W Bancroft | Lawn Tennis Club, Limerick Arbitre : A Turnbull |
| 19 mars 1898 |                                |              |                                                                                             | Lawn Tennis Club, Limerick Arbitre : A Turnbull |

### Angleterre - pays de Galles
| 2 avril 1898 | Angleterre Capitaine : J Byrne                                              | 14 - 7 (6-3) | Pays de Galles Capitaine : W Bancroft  | Rectory Field, Blackheath 20 000 spectateurs Arbitre : J Magee |
| 2 avril 1898 | Essai(s) : 4 E Fookes (2), F Stout, P Stout Transformation(s) : 1/4 J Byrne |              | Essai(s) : V Huzzey Drop(s) : V Huzzey | Rectory Field, Blackheath 20 000 spectateurs Arbitre : J Magee |
| 2 avril 1898 |                                                                             |              |                                        | Rectory Field, Blackheath 20 000 spectateurs Arbitre : J Magee |